# Franzl Lang
Franz "Franzl" Lang (München, 28 december 1930 – aldaar 6 december 2015) was een bekende Duitse jodelaar. Lang jodelde in het lokale Beierse dialect. Hij werd ook wel de "jodelkoning" genoemd.

## Leven

### Carrière
Lang groeide op in München en kreeg een opleiding als gereedschapmaker. Hij leerde al vroeg accordeon en gitaar spelen. In 1956 werden zijn zangkunsten in de Münchener muziekscene bekend. Hij brak door met een opname van het lied de Kuckucksjodler. Hierop volgde een reeks optredens op radio en televisie, waarbij vooral zijn jodelkunst op de voorgrond trad. Het succes vertaalde zich ook in enkele filmrollen in zogenaamde Heimatfilms; hij speelde onder meer in de film Salzburger Geschichten en kreeg ook een titelrol in de rolprent Der Orgelbauer von St. Marien. In 1962 bracht hij het lied de Lach-Jodler ten gehore in de schlagerfilm Tanze mit mir in den Morgen.
Hij behaalde 20 gouden platen.

### Privéleven
Franzl was sedert 1954 getrouwd met Johanna, met wie hij een zoon en een dochter had.

## Grootste hits
- Kuckucksjodler
- 1961 · Der Königsjodler
- 1964 ·  Erzherzog-Johann-Jodler
- 1968 ·  Das Kufsteinlied (Die Perle Tirols)
- 1968 ·  Wenn ich auf hohen Bergen steh
- 1969 ·  Zillertal, du bist mei' Freud
- 1970 ·  Der Echo-Jodler vom Königsee
- 1970 ·  Ich möcht gern an Biersee
- 1973 ·  Mei Vata is a Appenzeller
- 1974 ·  Ich wünsch' mir eine Jodlerbraut

## Albums
- 1970: Bergweihnacht (LP: Philips 63 883, Aufnahme: 1970)
- 1977: Urlaub in den Bergen
- 1979: Musik aus den Bergen
- 1987: Schön ist’s auf der Welt
- 1991: Mir geht’s guat
- 1996: Freude am Leben
- Alpen-Echo
- Das original Kufsteiner Lied
- Der Königsjodler
- Die schönsten Volkslieder
- Die schönsten Jodler der Welt
- Echo der Berge
- Freunde der Berge
- Goldene Sonne, goldene Berge
- Himmel, Harsch und Firn mit den Kaiserlich Böhmischen
- Holladaratata
- In Oberkrain
- Jodlerkönig
- Kameraden der Berge
- Komm mit in die Berge
- Lagerfeuer in den Bergen
- Ski Heil
- Stimmung beim Bier
- Stimmung beim Jodlerwirt
- Wir kommen von den Bergen
- Zillertal, du bist mei Freud
- Tirol Heimat der Berge
- 10 Jahre Jubiläum beim Jodlerwirt
- Im Wilden Westen
- Grüß Gott in Bayern
- Zünftig pfundig kreuzfidel
- Das Bayernland
- Der weißblaue Hammer

## Filmografie
- 1956: Salzburger Geschichten
- 1961: Drei weiße Birken
- 1961: Der Orgelbauer von St. Marien
- 1961: Schlagerrevue 1962
- 1962: Tanze mit mir in den Morgen
- 1962: Drei Liebesbriefe aus Tirol